# Aligot cua-roig
L'aligot cua-roig o aligot de cua roja (Buteo jamaicensis) és una espècie d'ocell de la família dels accipítrids (Accipitridae). Habita boscos i zones obertes d'Amèrica del Nord, des d'Alaska central i oriental, a l'ample del Canadà, Estats Units i Mèxic, incloent les illes Marías i Revillagigedo, a través d'Amèrica Central fins a Panamà, i també a les Bahames, i les Antilles. Les poblacions d'Alaska i el Canadà passen l'hivern en Amèrica Central i les Antilles. El seu estat de conservació es considera de risc mínim.